# Герб Самійлового
Герб Самі́йлового — офіційний символ села Самійлове, затверджений 30 січня 1998 року рішенням сесії сільської ради.
Автор — Олег Ігорович Киричок.

## Опис
Щит підвищено кроквоподібно розділений сріблом та зеленню, з золотою вузькою шипоподібною базою. В центральній частині щита золота скіфська фігура, що зображує орла.
Герб показує нерозривний зв'язок багатого минулого, сучасного і майбутнього Самойлового. Золота скіфська фігура, що нагадує орла, показує, що в околицях села відвіку існували скіфські поселення і поховання, що виявлені при розкопках курганів (відбито в гербі зеленим силуетом пагорба). 
Золота шиповидна база вказує розташування Самойлового поблизу Азовського моря.

## Альтернативний герб
Сучасна версія герба створена в рамках проєкту "Донеччина в Гербах" і не є офіційною. Герб складено на звичному для української геральдичної системи - іспанському щиті.
На зеленому щиті золоте шипоподібне тонке підніжжя; в центрі - золота скіфська фігура орла (сокола); в горішній частині золотий скіфський орнамент.

## Цікаві факти
Орла на гербі Самійлового порівнюють із орлом на гербі Кіровоградської області.